# Trichomma fumeum
Trichomma fumeum är en stekelart som beskrevs av Dasch 1984. Trichomma fumeum ingår i släktet Trichomma och familjen brokparasitsteklar. Inga underarter finns listade i Catalogue of Life.